# Borsdorfer Apfel

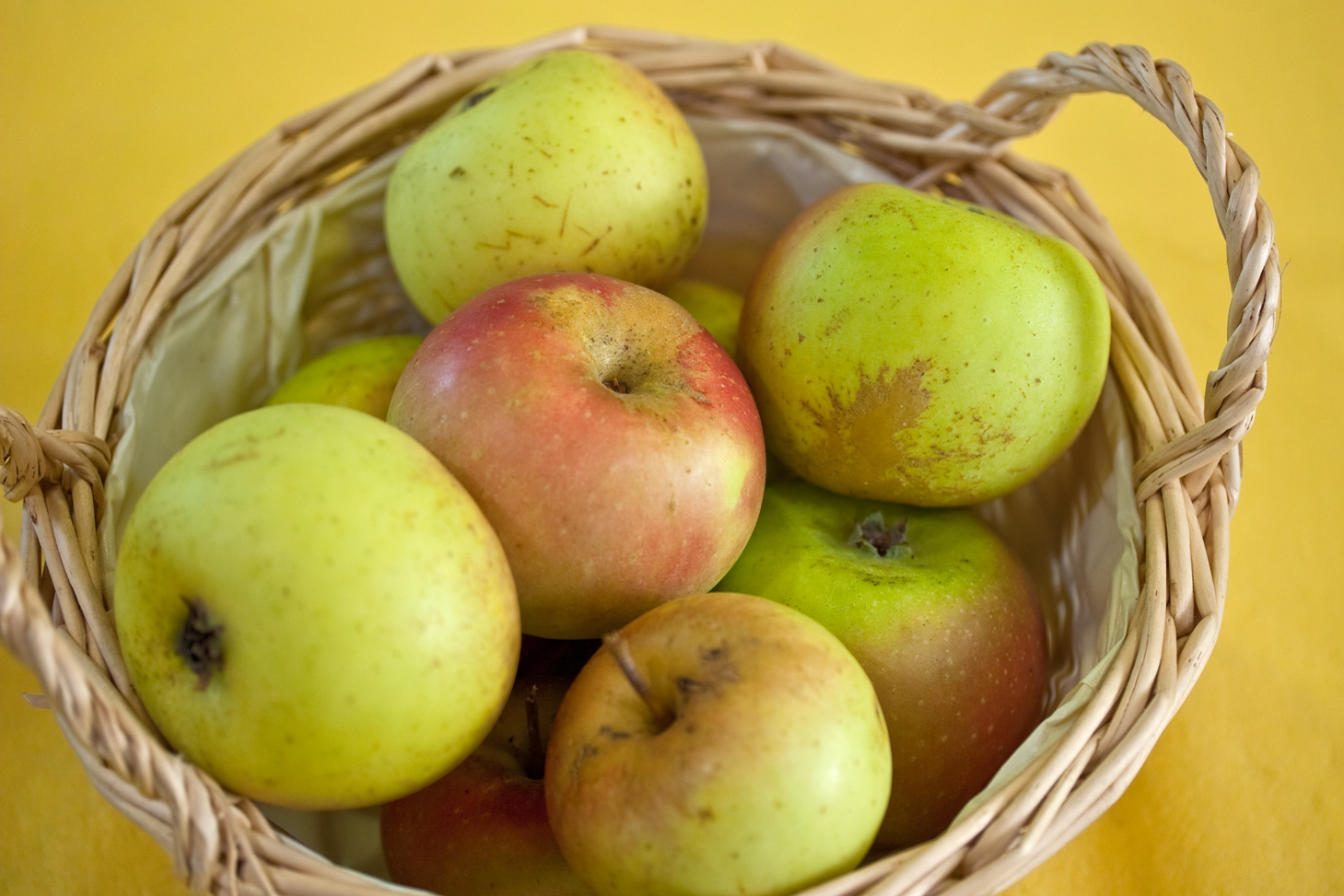
Der Edelborsdorfer

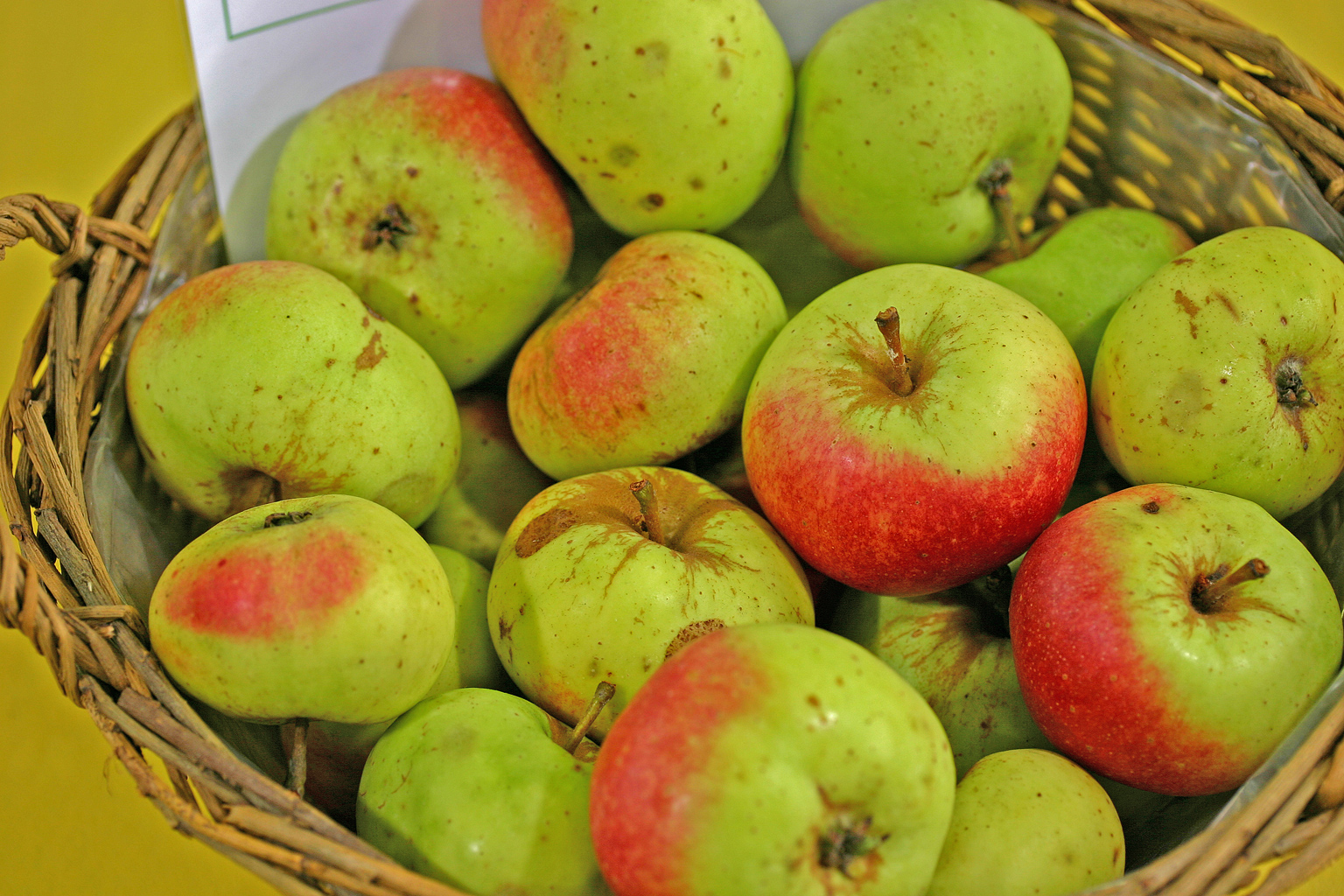
Der Zwiebelborsdorfer

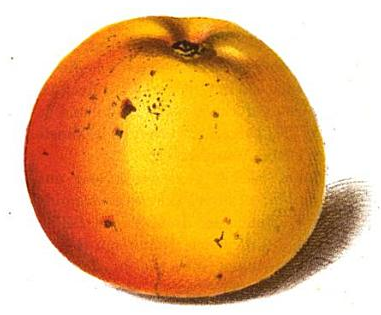
Der Cludius’ Borsdorfer

Borsdorfer Apfel ist eine Bezeichnung für verschiedene Kulturapfel-Sorten. Die bekannteste unter ihnen ist die älteste deutsche Apfelsorte Edelborsdorfer (erste Erwähnung 1175). Ihre Synonyme sind  Edler Winterborsdorfer, Reinette Batarde, Reinette d’Allemagne, Leipziger Renette, Rubinaapfel und Schwarzer Borsdorfer.
Nach Untersuchungen mit Hilfe der Mikrosatelliten-DNA Analyse teilen sich diese Sorten in die drei Gruppen  Edelborsdorfer, Maschanzker und Borsdorfer auf.
Andere Sorten aus diesen Gruppen sind der Zwiebelborsdorfer, Dithmarscher Borsdorfer, Doberaner Borsdorfer Renette, Steirischer Marschanzker, der Angelner Borsdorfer, der Cludius’ Borsdorfer, der Seebaer Borsdorfer sowie der rote und gelbe Münsterländer Borsdorfer.
Als Ursprung des Borsdorfer Apfels gilt das Zisterzienserkloster zu Pforta, in dessen Klosterhof zu Porstendorf (Neuengönna) dieser Apfel gezüchtet wurde.